# K-21 (sous-marin soviétique)
Pour les articles homonymes, voir K21.
Le K-21 est un sous-marin de classe K  (Katjusa) de la marine soviétique pendant la Seconde Guerre mondiale,.

## Construction
Le sous-marin a été posé le 10 décembre 1937 à Leningrad au chantier Sudomekh et lancé le 16 août 1939. 
Le 3 février 1941, il a été mis en service dans le cadre de la flotte de la Baltique sous le commandement de Nikolaï Lunin. Le 17 septembre 1941, il est réengagé dans la Flotte du Nord.

## Historique
Lors de sa première patrouille de guerre, le K-21 a posé 11 mines dans le détroit de Best-Sung. Le matin du 27 novembre 1941, l'une de ces mines a frappé et coulé le transport norvégien Bessheim. Entre le 9 novembre 1941 et le 31 mars 1942, le K-21 a engagé sans succès trois navires marchands et un patrouilleur auxiliaire allemand. Le 21 janvier 1942, le bateau de pêche norvégien F-223N Ingøy est coulé sous les tirs du K-21.

### Attaque sur le Tirpitz
Le 5 juillet 1942, le K-21 se trouvait dans les environs de l'île d'Ingay lorsqu'il aperçoit le cuirassé allemand Tirpitz qui était en route pour intercepter le convoi PQ 17 qui se rendait d'Islande à Mourmansk. Cependant, cette mission n'a pas réussi car le Tirpitz s'est détourné. Le convoi lui-même se dispersa en entendant les mots de l'arrivée imminente du Tirpitz, et la plupart des navires marchands du convoi furent pris d'assaut par les U-boote et la Luftwaffe.
Le 27 juin 1942, le K-21 reçoit l'ordre de prendre une position de combat pour couvrir le convoi PQ-17. Plus tard, le sous-marin reçoit un radiogramme indiquant qu'un escadron allemand (composé du cuirassé Tirpitz, du croiseur lourd Admiral Scheer et de plusieurs destroyers) se déplaçait pour intercepter le convoi PQ-17. Le K-21 commença à rechercher l'escadron ennemi. Le 5 juillet, à 16h33, on entend le bruit des hélices qui s'approchent. L'escadron était en zigzag anti-sous-marin. Les premiers navires à être vus étaient des destroyers de la classe 1936, ils couvraient le Tirpitz et le croiseur Admiral Scheer d'éventuelles attaques de sous-marins. Le commandant du K-21 décide d'attaquer. Le K-21 contourna la barrière de protection des destroyers et se rendit à l'intérieur de l'escadron. S'étant approché à une distance de près de 400 mètres, le sous-marin lança une rafale de 4 torpilles étalée à partir des tubes lance-torpilles arrière vers le Tirpitz. L'acoustique et les membres de l'équipage dans les compartiments du sous-marin ont entendu deux explosions; cependant, après la guerre, les historiens n'ont pas trouvé, dans les documents allemands, de preuves que des torpilles aient pris contact avec le cuirassé; les Allemands n'ont même pas pris note de l'attaque. L'historien M.E. Morozov a émis une hypothèse sur l'impossibilité pour les torpilles de toucher le cuirassé, et il a expliqué l'origine des explosions en disant que les torpilles ont explosé tôt. Il n'y a aucune référence à l'attaque de Lunin dans les documents du Tirpitz sur l'événement. Le K-21 a coulé quatre petits bateaux à moteur norvégiens par des tirs d'artillerie le 12 février 1943 à Lopphavet. Le 22 avril 1943, le navire marchand allemand Duna est coulé par une mine posée par le K-21 le 18 février 1943. 
En mai 1945, le sous-marin est en réparation.

## Après-guerre
En octobre 1948, le K-21 effectue le premier voyage en sous-marin soviétique au large des côtes des États-Unis. Du 6 au 14 avril 1949, le sous-marin a participé à des travaux océanographiques dans la région de l'archipel de Novaya Zemlya.
Après son retrait du service, il sert de navire-école pendant une vingtaine d'années.

### Préservation
Au printemps 1981, il est transféré dans la ville de Polyarny, dans l'oblast de Mourmansk, pour être transformé en navire musée. Après avoir retravaillé trois compartiments pour l'exposition (les quatre autres sont restés pratiquement inchangés), il a été mis sur un piédestal (immergé dans l'eau à marée haute) pour servir de musée à Severomorsk, en Russie. Le musée a été ouvert en 1983. À la fin des années 1990, le bateau a subi quelques réparations générales. De 2008 à 2009, le musée a été rénové.

## Récompenses
Le 23 octobre 1942, le sous-marin K-21 est décoré de l'Ordre de la Bannière rouge.

## Palmarès
| Date              | Navire   | Nationalité     | Tonnage en tonneaux | Notes                                                        |
| ----------------- | -------- | --------------- | ------------------- | ------------------------------------------------------------ |
| 21 novembre 1941  | Bessheim | Norvège         | 1 774               | Cargo (mine)                                                 |
| 21 janvier 1942   | Ingøy    | Norvège         | 15                  | Bateau de pêche (canon)                                      |
| 9 juillet 1942    | UJ-1110  | Allemagne Nazie | 527                 | Chasseur de sous-marins (mine) (aussi revendiqué par le K-3) |
| 12 février 1943   | Inconnu  | Norvège         | (petit)             | Bateau de pêche (canon)                                      |
| 12 février 1943   | Inconnu  | Norvège         | (petit)             | Bateau de pêche (canon)                                      |
| 12 février 1943   | Inconnu  | Norvège         | (petit)             | Bateau de pêche (canon)                                      |
| 12 février 1943   | Inconnu  | Norvège         | (petit)             | Bateau de pêche (canon)                                      |
| 12 avril 1943     | Inconnu  | Norvège         | (petit)             | Bateau de pêche (canon)                                      |
| 12 avril 1943     | Inconnu  | Norvège         | (petit)             | Bateau de pêche (canon)                                      |
| 12 avril 1943     | Inconnu  | Norvège         | (petit)             | Bateau de pêche (canon)                                      |
| 12 avril 1943     | Inconnu  | Norvège         | (petit)             | Bateau de pêche (canon)                                      |
| 22 avril 1943     | Duna     | Allemagne Nazie | 1 926               | Cargo (mine)                                                 |
| 14 septembre 1943 | Frei     | Norvège         | 40                  | Bateau de pêche (canon)                                      |
| Total:            | Total:   | Total:          | 4 282               |                                                              |

Le 14 septembre 1943, trois autres petits bateaux de pêche norvégiens (Havatta, Baren et Eyshteyn) ont été attaqués par des tirs mais se sont échappés malgré les dégâts

### Source
- (en) Cet article est partiellement ou en totalité issu de l’article de Wikipédia en anglais intitulé « Soviet submarine K-21 » (voir la liste des auteurs).